# 王方贄
王贄（?—?），字方贄，宋太宗時大臣，為兩浙減賦稅，有功於百姓。曾任右司諌、京東轉運使。

## 生平
沈括《夢溪筆談》中記載：「兩浙田稅畒三㪷，錢氏國除，朝廷遣王方贄均兩浙雜稅。方贄悉令畒出一㪷。使還，責擅減稅額。方贄以謂『畒稅一㪷者，天下之通法，兩浙旣已爲王民，豈當復循僞國之法？』上從其說，至今畒稅一㪷者，自方贄始。唯江南、福建猶循舊額，蓋當時無人論列，遂爲永式。」
但在《宋史》卷三百一十二『王珪傳』中，這個故事的主人變成了王珪的曾祖王永（也即王贄的祖父）：「王珪，字禹玉，成都華陽人，後徙舒。曾祖永，事太宗為右補闕。吳越納土，受命往均賦，至則悉除無名之算，民皆感泣。使還，或言其多弛賦租。帝詰之，對曰：『使新附之邦，蒙天子仁恩，臣雖得罪，死不恨。』帝大悅。」究竟為誰，此處存疑。

## 家族
祖父王永（曾為宋太宗時右補闕）；父親王景圖。
王贄生有王皋、王準、王覃、王鞏、王罕。其孫輩中，王準之子王珪，後官至宰相。